# Maria gamla skola

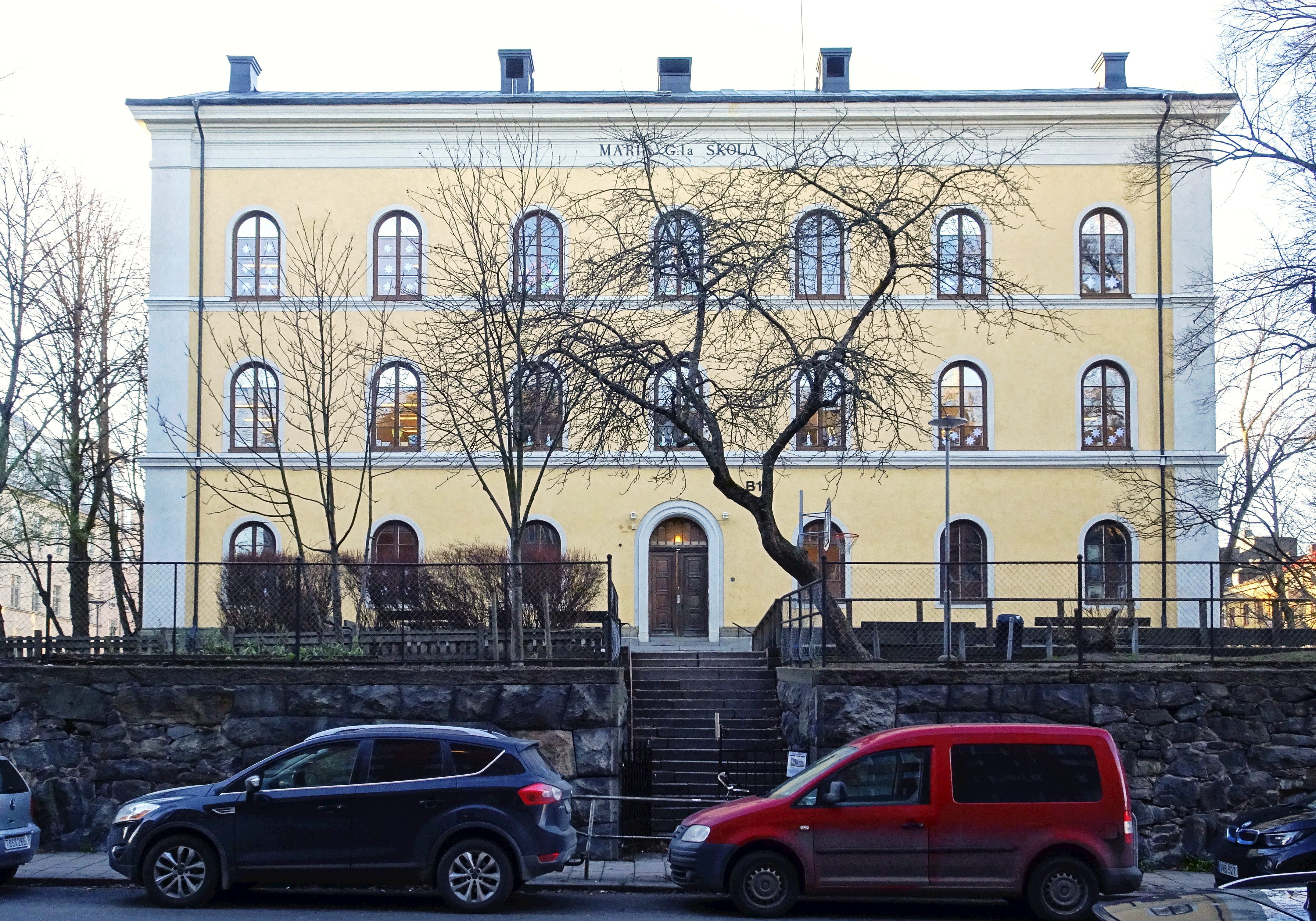
Maria gamla skola, skolhuset från 1865, är Stockholms äldsta bevarade skola. Fasad mot Timmermansgatan, 2018.

Maria gamla skola (alternativt namn Maria gamla folkskola) är en kommunal grundskola i kvarteret Magistern på Södermalm i Stockholm. Folkskoleverksamhet har funnits inom detta kvarter sedan 1850-talet, då i det Hartwickska huset. 1864 och 1876 uppfördes östra respektive västra skolhuset efter ritningar av arkitekt Johan Fredrik Åbom. Här bedrivs fortfarande skolundervisning som numera ligger under Södermalmsskolan. Maria gamla skola är därmed Stockholms äldsta bevarade skola med ursprunglig verksamhet. Skolhusen är blåmärkta av Stadsmuseet i Stockholm vilket innebär "att bebyggelsen bedöms ha synnerligen höga kulturhistoriska värden".

## Historik

### Hartwickska huset
Kvarteret Magistern (tidigare Gripen) omges av Sankt Paulsgatan i norr, Timmermansgatan i öster, Wollmar Yxkullsgatan i söder och Torkel Knutssonsgatan i väster. Den östra delen av kvarteret är bebyggd med tre hus. Det äldsta är det Hartwickska huset som uppfördes 1769 som malmgård för järnhandlaränkan Margareta Kierman och ligger i hörnet Sankt Paulsgatan / Timmermansgatan. År 1854 förvärvades Hartwickska huset av Maria Magdalena församling att användas som folkskola och blev föregångaren till dagens Maria gamla skola. Hartwickska huset inhyste skollokaler, tjänstebostäder, slöjdstuga och Stockholms stads systuga. År 2004 övertog AB Stadsholmen fastigheten från staden. Idag har Maria Högalids Föreningsråd sin verksamhet här.

### Östra skolhuset

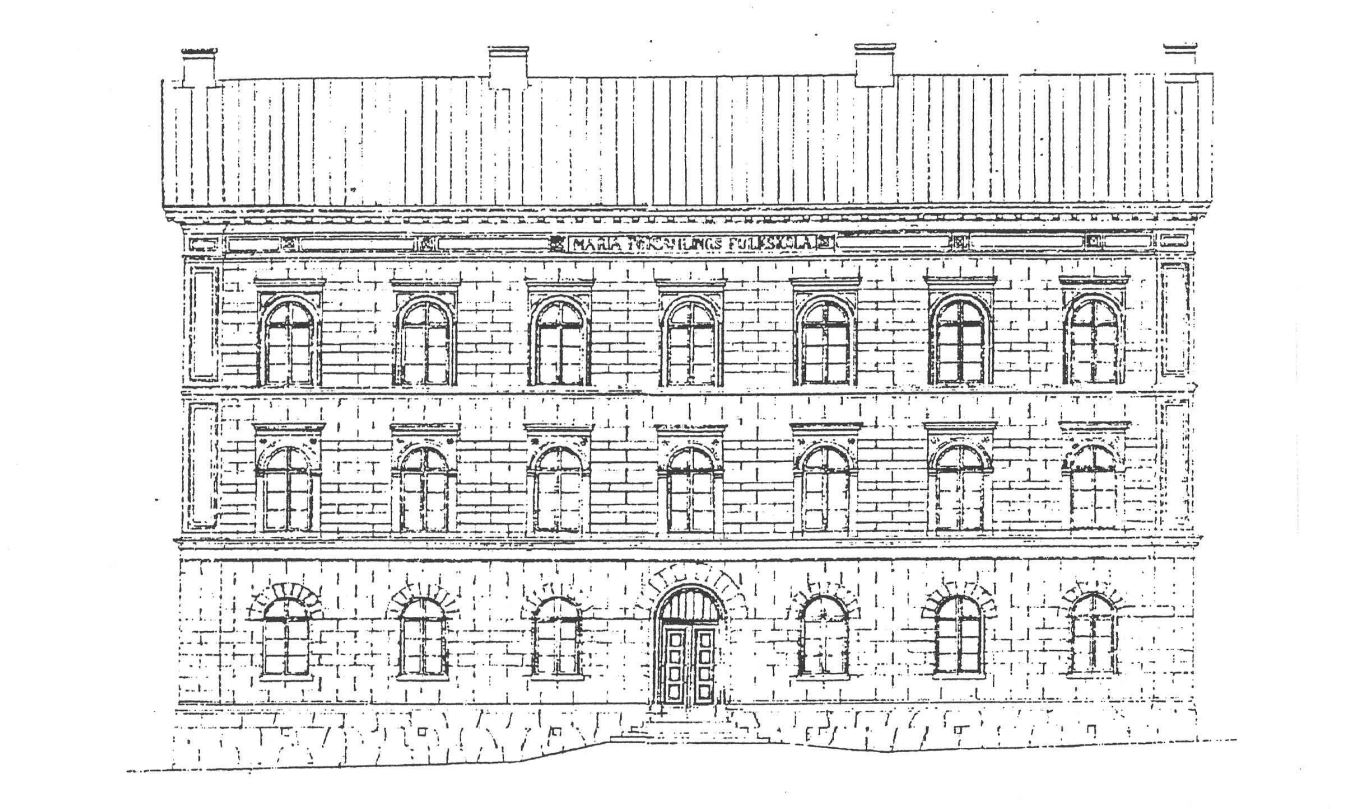
Fasadritning för östra skolhuset, 1864.

År 1862 fattades beslut i sockenstämman om att ett nytt folkskolehus skulle uppföras i Maria församling på samma tomt som det Hartwickska huset. Då bodde cirka 16 000 personer i församlingen och 308 barn deltog i undervisningen som sköttes av fem lärare. 1864 invigdes den nya skolbyggnaden (östra skolhuset) som placerades på tomten söder om Hartwickska huset och parallellt med Timmermansgatan. För ritningarna stod arkitekt Johan Fredrik Åbom. Han ritade en putsad byggnad i tre våningar med fasader i stenimiterande kvaderristningar och rusticerade pilastrar i hörnen samt höga rundbågiga fönster. 
Planen blev helt symmetrisk med två centrala trapphus och två lärosalar om 120 m² vardera i varje våning. Uppvärmning av salarna skedde med hjälp av fyra kakelugnar, en i varje hörn. Till varje sal hörde ett kapprum och ett läxförhörsrum. Till en början nyttjades bottenvåningens salar som kyrka respektive småbarnsskola. Flickorna disponerade våning ett och pojkarna våning två som nåddes via separata ingångar och trapphus. Under årens gång har interiören byggts om och fasaderna förenklats till slätputs.

### Västra skolhuset

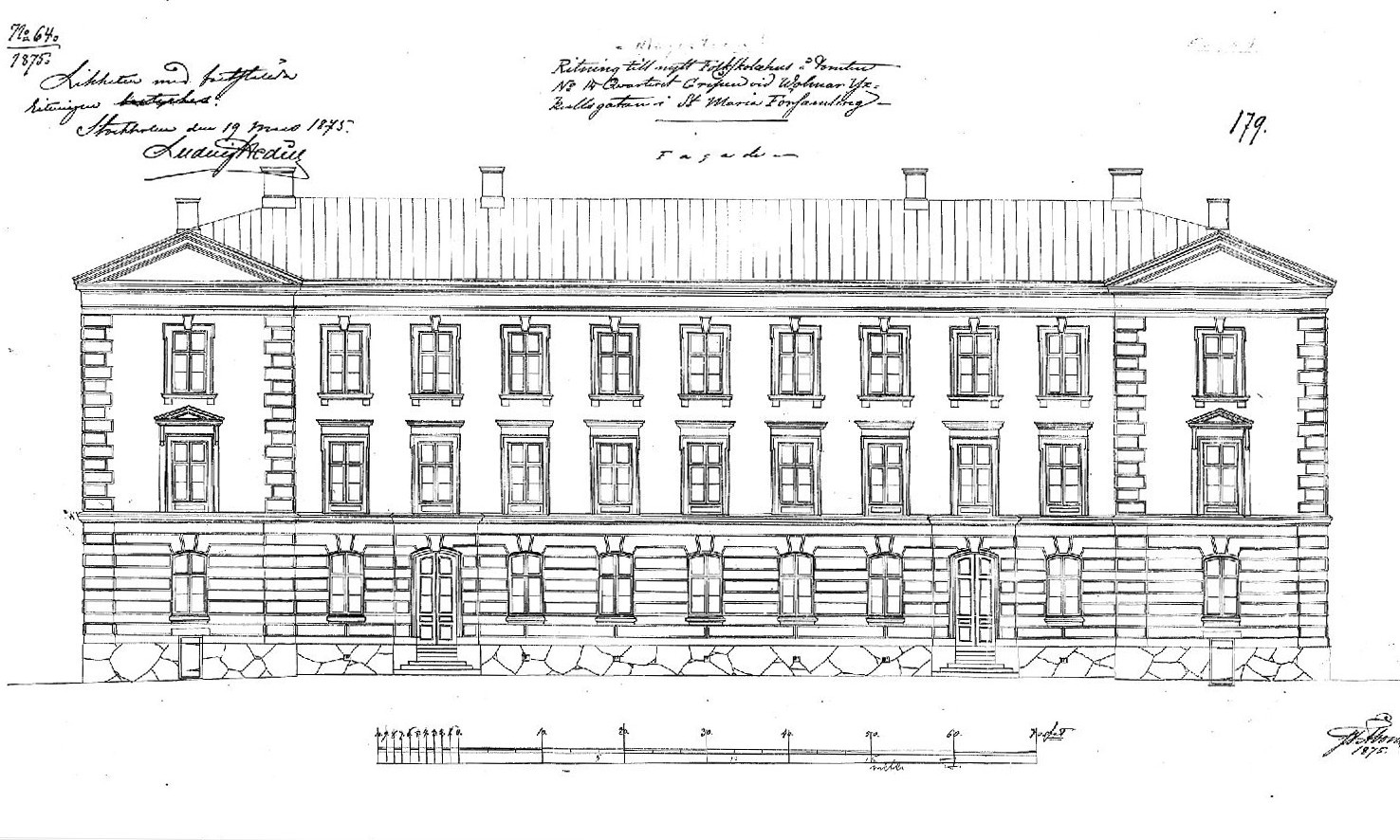
Fasadritning för västra skolhuset, 1875.

Sedan elevantalet ökat kraftigt på 1860-talet i Maria församling beslöts att låta uppföra ytterligare ett skolhus på den Hartwickska tomten. För projektet anlitades åter igen Åbom. Det nya skolhuset (västra skolhuset) placerade mitt på tomten och parallellt med Wollmar Yxkullsgatan. Det stod färdigt 1876. Åbom ritade en mera komplex byggnad som fick en rektangulär huvudvolym med två tvärställda flyglar vid gavlarna. Byggnaden motsvarade "Planer till skolhus för städer" som publicerades 1878 av Överintendentsämbetet, där Åbom mellan 1838 och 1882 var verksam som rådgivande arkitekt.
Även här utformades fasaderna med rusticerade putsdekorationer och tydliga hörnkedjor. Fönstren accentuerades med raka överstycken samt kraftigt profilerade omfattningar. Planen är strikt symmetriskt med två skilda trapphus (ett för flickor och ett för pojkar), två skolsalar i mittendelen och vardera två salar i flyglarna, tillsammans 18 salar. Varje skolsal hade en yta av 75 m² och skulle rymma 56 barn vilket gav plats för totalt omkring 1 000 barn. Byggnaden utrustades med centralvärme och en ”luftväxlingsapparat”, föregångaren till mekanisk ventilation. Liksom östra skolan har även västra skolan blivit ombyggd. Av den ursprungliga planlösningen och inredningen kan man idag inte spåra mycket. Fasaderna är dock relativt välbevarade.

## Verksamheten
Mellan 1920 och 1938 fanns här Högre folkskola för kvinnlig utbildning. 1968 lades grundskoleverksamheten ner och 1969 flyttade istället vårdyrkesutbildning in efter att västra skolhuset blivit ombyggt. Mellan 1983 och 1991 låg här även en kommunal vuxenskola (Komvux) och en SFI-skola. Det östra skolhuset renoverades 1997–1998 och öppnade åter som grundskola för årskurs 1 till 6. Med namnet Maria gamla skola är det sedan dess ett annex under Södermalmsskolan. Västra skolhuset renoveras 1999 samt återöppnade som grundskola årskurs 1 till 6, även detta under Södermalmsskolan. Båda byggnader ägs och förvaltas av SISAB.

Maria gamla skola, då och nu
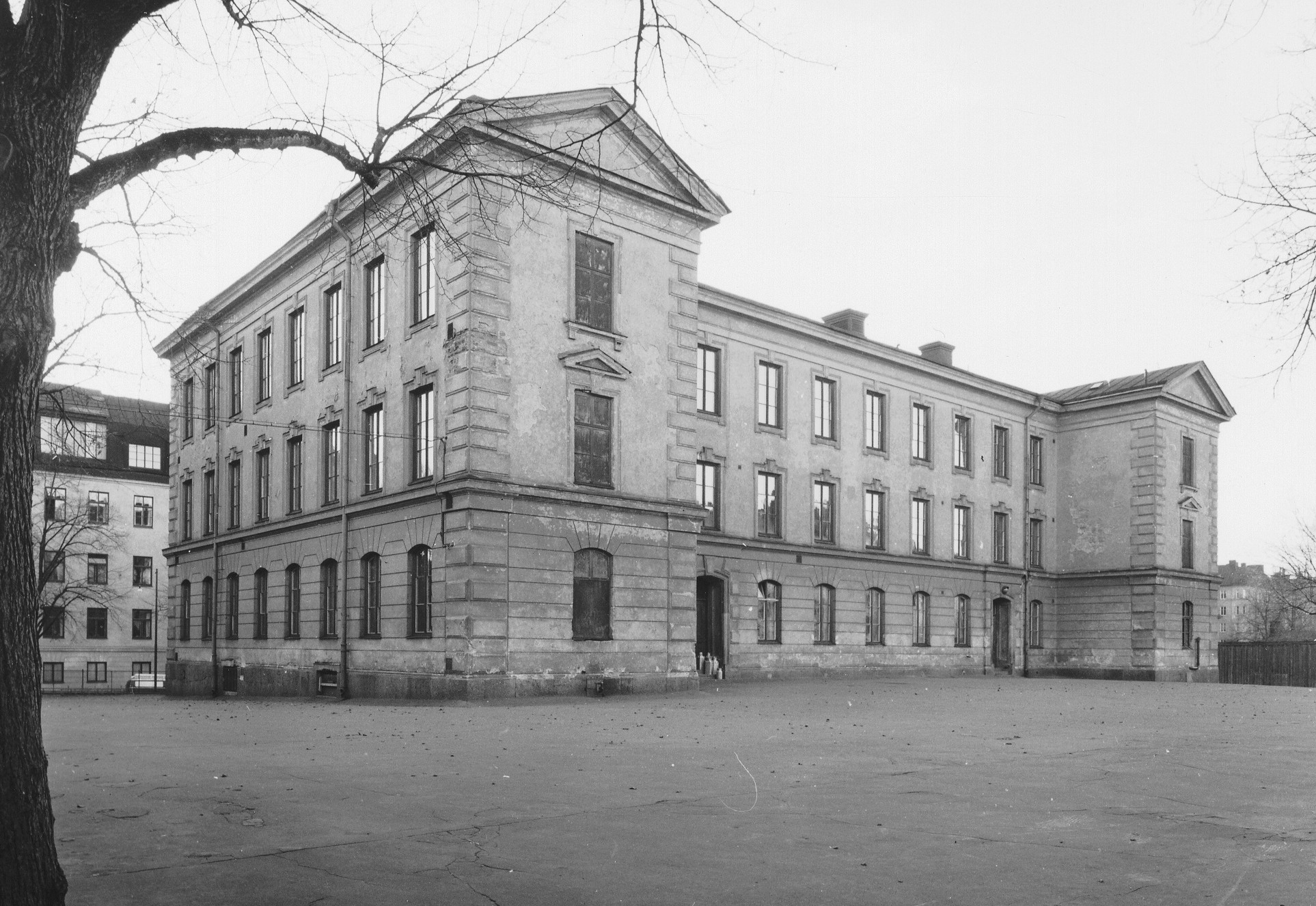
Västra skolhuset, 1956.
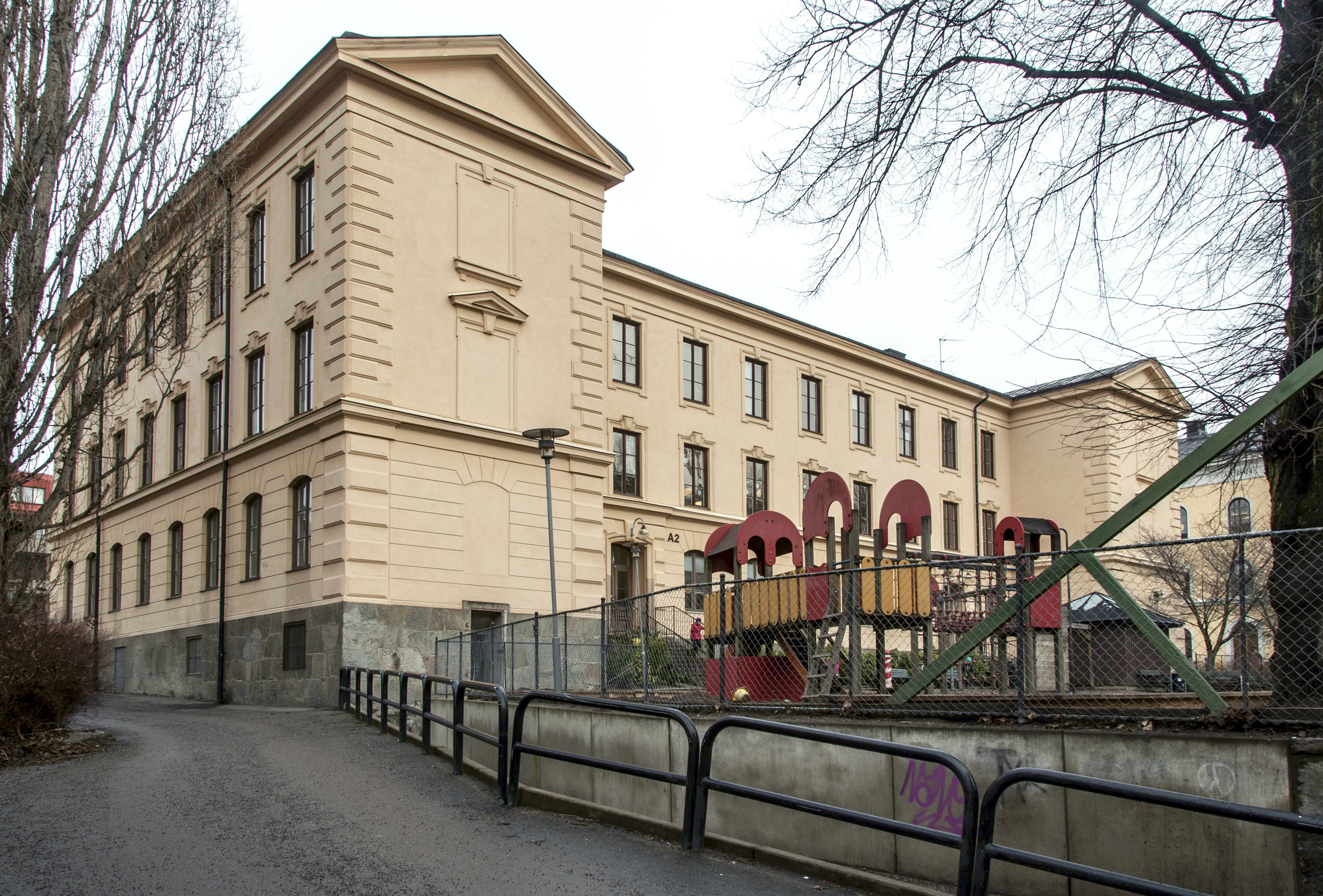
Västra skolhuset, 2014.
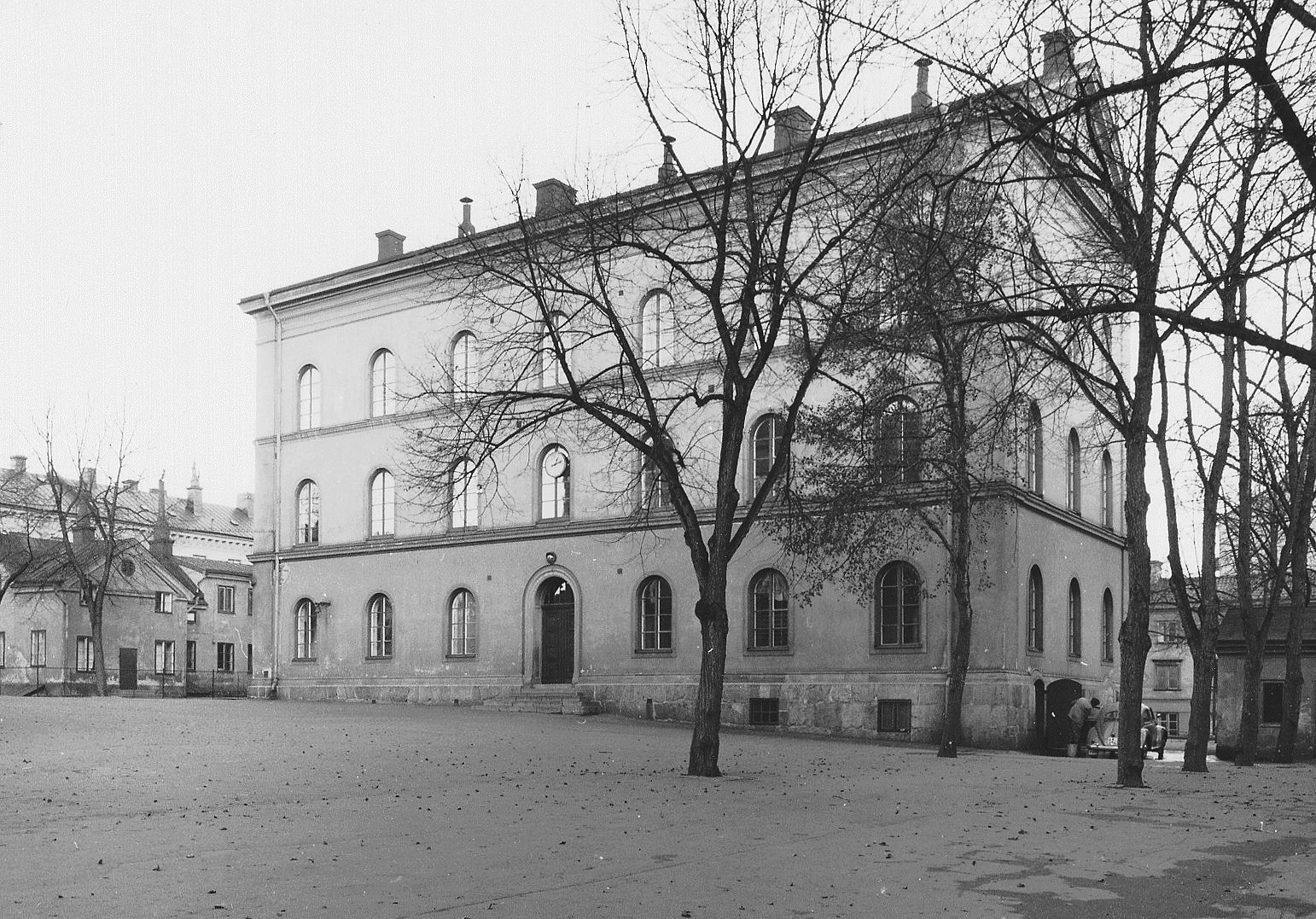
Östra skolhuset, 1956.
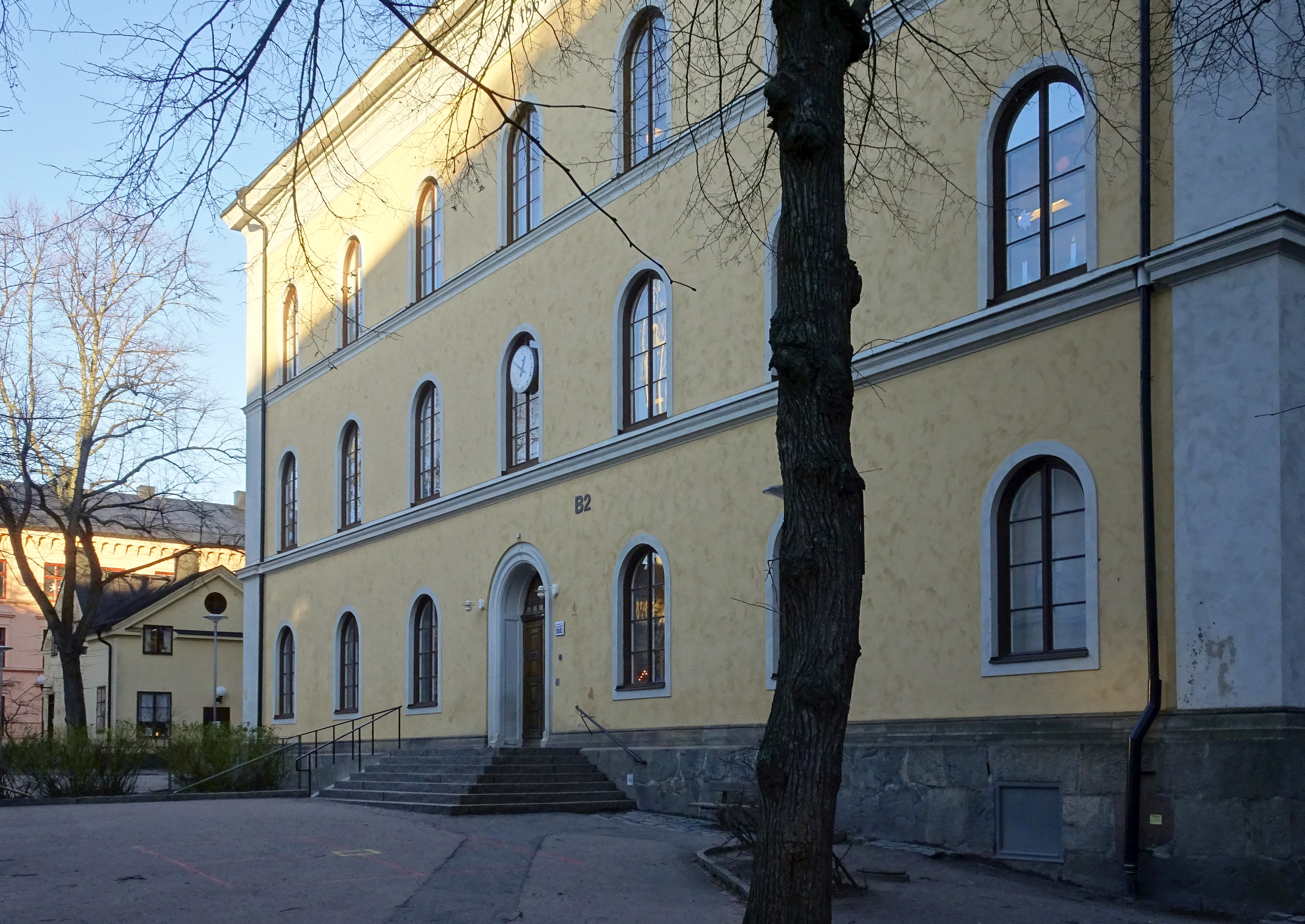
Östra skolhuset, 2018.

## Källor

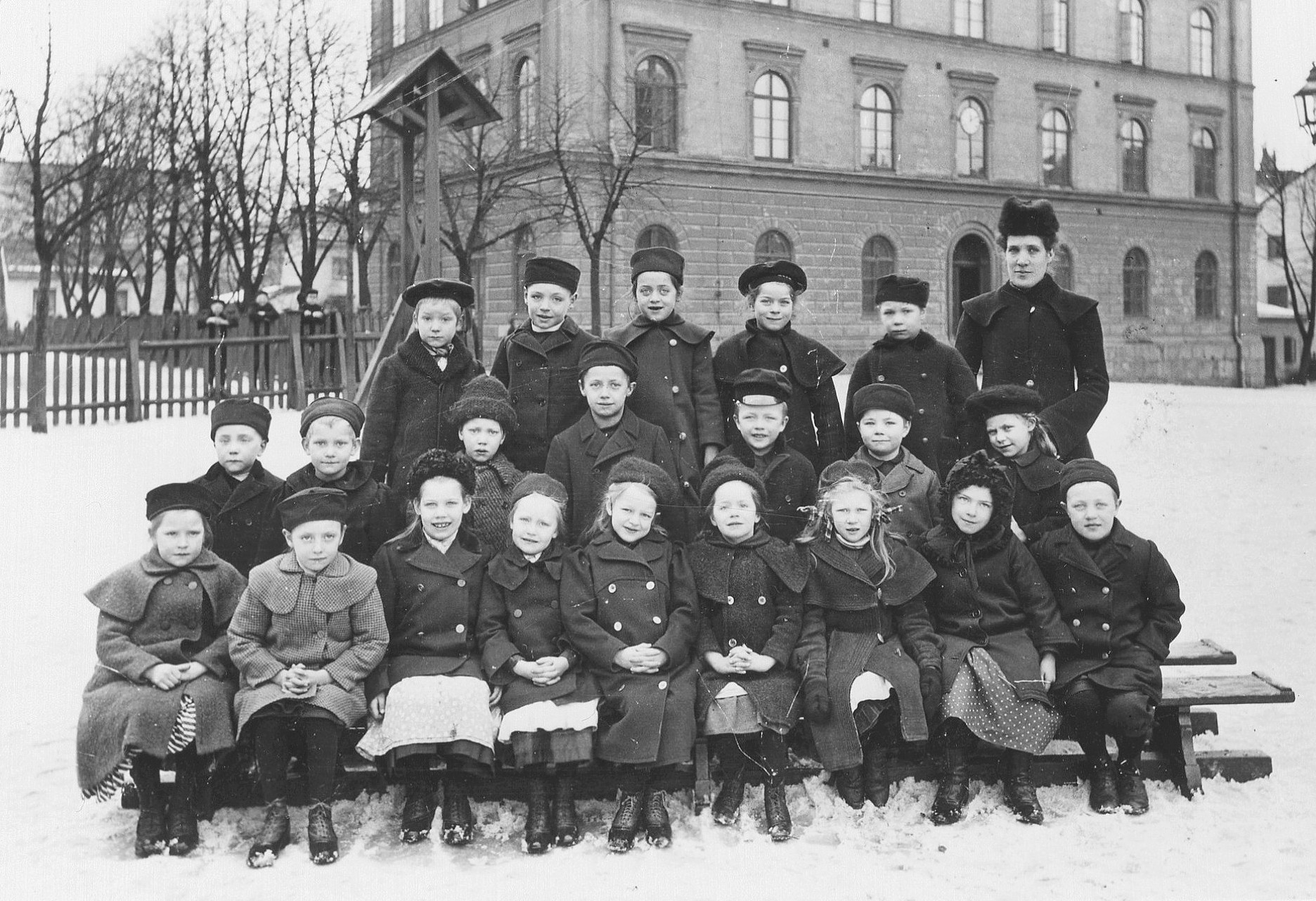
Klassfoto från 1920-talet med östra skolhuset i bakgrunden.